# Хрёсвельг
Хресвельг или Хрэсвельг (др.-сканд. Hræsvelgr, «пожиратель трупов») — в германо-скандинавской мифологии ётун.
Считалось, что Хресвельг сидит «у края небес» в обличье орла. Ветер происходит от взмаха его крыльев. Упоминается в Старшей Эдде в «Речах Вафтруднира» и в Младшей Эдде (Видение Гюльви)

## Хрёсвельг в культуре
- Хрёсвельг был одним из призраков, пойманных главными героями в мультсериале «Экстремальные охотники за привидениями».
- Яйцо хрёсвельга находит и успешно высиживает главный герой манги «Дракон в поисках дома».